# Jaguar S-Type
La Jaguar S-Type est une voiture de luxe produite par le constructeur automobile britannique Jaguar.

## Appellation d'usine X200
La S-Type, présentée au salon de l'automobile de Birmingham en 1998, est une berline quatre portes de luxe, produite pendant huit ans (2000-2008) par Jaguar. Le nom était une renaissance d'un modèle précédent de Jaguar, la S-Type présentée en 1963, alors que la carrosserie semblait avoir été inspirée par la Mark 2 à la même période.
Elle est la dernière arrivée de la gamme Jaguar en 1999. Comme les concurrents sortaient des modèles « d'entre deux gammes », il fallait que Jaguar s'y mette aussi. Ainsi est née la S-Type. Un modèle pris entre les séries X300 et X100 car la marque ne fabriquait que le « haut de gamme ». L'X200 fut une aubaine pour la nouvelle clientèle et aussi pour Jaguar. Une bonne concurrence en quelque sorte.

## Télévision
La S-Type est apparue plusieurs fois dans la série télévisée Desperate Housewives, appartenant à Carlos Solis interprété par Ricardo Antonio Chavira et dans Inspecteur Barnaby.